# McLaren MCL34
De McLaren MCL34 is een Formule 1-auto die gebruikt wordt door het McLaren Formule 1-team in het seizoen 2019.

## Onthulling
Op 14 februari 2019 onthulde McLaren de nieuwe auto in het McLaren-hoofdkantoor in Woking. Via een livestream op het internet werden beelden van de nieuwe auto vrijgegeven. De auto wordt bestuurd door de Brit Lando Norris en de Spanjaard Carlos Sainz jr. die beide hun eerste seizoen bij het team rijden.

## Resultaten
| Kleur  | Resultaat                              |
| ------ | -------------------------------------- |
| Goud   | Winnaar                                |
| Zilver | Tweede plaats                          |
| Brons  | Derde plaats                           |
| Groen  | Gefinisht (punten behaald)             |
| Blauw  | Gefinisht (geen punten behaald)        |
| Blauw  | Niet geklasseerd (NC)                  |
| Paars  | Uitgevallen (DNF)                      |
| Rood   | Niet gekwalificeerd (DNQ)              |
| Zwart  | Gediskwalificeerd (DSQ)                |
| Wit    | Niet gestart (DNS)                     |
| Blanco | Gewond (INJ)                           |
| Blanco | Uitgesloten (EX)                       |
| Blanco | Teruggetrokken (WD) / Niet deelgenomen |
| P      | Poleposition                           |
| S      | Snelste ronde                          |

| Jaar | Chassis       | Motor             | Banden | Coureurs         | 1   | 2   | 3   | 4   | 5   | 6   | 7   | 8   | 9   | 10  | 11  | 12  | 13  | 14  | 15  | 16  | 17  | 18  | 19  | 20  | 21  | Punten | WK-plaats |
| ---- | ------------- | ----------------- | ------ | ---------------- | --- | --- | --- | --- | --- | --- | --- | --- | --- | --- | --- | --- | --- | --- | --- | --- | --- | --- | --- | --- | --- | ------ | --------- |
| 2019 | McLaren MCL34 | Renault E-Tech 19 | P      |                  | AUS | BHR | CHN | AZE | SPA | MON | CAN | FRA | OOS | GBR | DUI | HON | BEL | ITA | SIN | RUS | JPN | MEX | VST | BRA | ABU | 145    | 4         |
| 2019 | McLaren MCL34 | Renault E-Tech 19 | P      | Lando Norris     | 12  | 6   | 18† | 8   | DNF | 11  | DNF | 9   | 6   | 11  | DNF | 9   | 11† | 10  | 7   | 8   | 11  | DNF | 7   | 8   | 8   | 145    | 4         |
| 2019 | McLaren MCL34 | Renault E-Tech 19 | P      | Carlos Sainz jr. | DNF | 19† | 14  | 7   | 8   | 6   | 11  | 6   | 8   | 6   | 5   | 5   | DNF | DNF | 12  | 6   | 5   | 13  | 8   | 3   | 10  | 145    | 4         |
| Jaar | Chassis       | Motor             | Banden | Coureurs         | 1   | 2   | 3   | 4   | 5   | 6   | 7   | 8   | 9   | 10  | 11  | 12  | 13  | 14  | 15  | 16  | 17  | 18  | 19  | 20  | 21  | Punten | WK-plaats |

† Uitgevallen maar wel geklassificeerd omdat hij meer dan 90% van de raceafstand heeft voltooid.
Alfa Romeo C38 ·
Ferrari SF90 ·
Haas VF-19 ·
McLaren MCL34 ·
Mercedes AMG F1 W10 EQ Power+ ·
Racing Point RP19 ·
Red Bull RB15 ·
Renault R.S.19 ·
Toro Rosso STR14 ·
Williams FW42